# خوسيه لويس مونتيرو
خوسيه لويس مونتيرو (بالبرتغالية: José Luís Monteiro‏) هو مهندس معماري برتغالي، ولد في 25 أكتوبر 1848 في لشبونة في البرتغال، وتوفي بنفس المكان في 27 يناير 1942.